# Ivo (voornaam)
Ivo of Yvo is een jongensnaam. De naam heeft de oude Keltische wortel iv-. De betekenis is terug te zien in het Gallische woord "ivos", het Scandinavische "ivor" en het Oudhoogduitse "iwa" of "iwha", de boogschutter of de boog van taxushout. Taxushout (in  het Germaans ook "ijf") is een buigzame houtsoort en werd veel gebruikt voor het maken van handbogen.

## Oorsprong in Slavische talen
Een volksetymologische wijsheid ten spijt, kan Ivo in Slavische talen, net zoals Iwan en Ivan, worden herleid tot een vorm van Johannes. In Latijns-Amerika is Evo de meest gangbare vorm. De populariteit van de Franse vorm Yves gaat terug tot de heiligverklaring in 1347 van de 13e-eeuwse weldoener der armen Ivo van Bretagne, beschermheilige van juristen, die ook Sint Yvo, Ivo Hélory, Ives, Ybus, Ivo van Tréguier of Yves van Kermartin wordt genoemd.

## Varianten
Onder andere de volgende namen zijn varianten of afgeleiden van Ivo:
- Ive, Ivio, Ivo, Ybo, Yf, Yft, Yvo, Yvon, Ywo

De naam komt ook in andere talen voor:
- Duits: Ivo, Iwo
- Engels: Ivo
- Frans: Yves

Erwan en Erwann in Bretagne. Ives en Iwo in Polen.
De naam komt letterlijk voor in diverse talen en kent vele afgeleide vormen, inclusief een herinterpretatie van de Hebreeuwse meisjesnaam Eva. 
Vrouwelijke vormen zijn onder meer Iva en Iveta in Tsjechië. In Frankrijk bestaan de varianten Yvette en Yvonne. Deze laatste vorm wordt ook wel afgekort tot Yvon.

## Heiligen
- Ivo van Bretagne, Bretons heilige
- Ivo van Chartres, bisschop van Chartres van 1090 tot 1115

## Bekende naamdragers

### Ivo
- Ivo Andrić, Bosnisch-Servisch schrijver, winnaar van de Nobelprijs voor Literatuur in 1961
- Ivo Basay, Chileens voetballer en voetbalcoach
- Ivo Belet, Vlaams politicus en journalist
- Ivo van Bellême, heer van Bellême in Frankrijk, bisschop van Sées
- Ivo van Breukelen, Nederlands radio-dj
- Ivo Daalder, Nederlands-Amerikaans politicoloog, buitenlandadviseur en diplomaat
- Ivo Dědina, Tsjechisch-Frans-Nederlands componist, dirigent en pianist
- Ivo Janssen, Nederlands pianist
- Ivo Josipović, Kroatisch politicus, huidig president van Kroatië
- Ivo Karlović, Kroatisch tennisser
- Ivo Livi, echte naam van de Franse zanger Yves Montand
- Ivo Lola Ribar, Joegoslavisch politicus
- José Ivo Lorscheiter, bijgenaamd Dom Ivo, Braziliaans aartsbisschop
- Ivo Michiels, Vlaams schrijver
- Ivo Minář, Tsjechisch tennisser
- Ivo Niehe, Nederlands televisiepresentator
- Ivo Opstelten, Nederlands politicus
- Ivo Pauwels, Vlaams acteur
- Ivo Pauwels, Belgisch schrijver
- Ivo Pogorelich, Kroatisch pianist
- Ivo Ron, Ecuadoraans voetballer
- Ivo van Rossum, Entertainer/zanger uit het Brabantse Gemert
- Ivo Samkalden, Nederlands politicus
- Ivo Sanader, Kroatisch politicus
- Ivo Schöffer, Nederlands hoogleraar Geschiedenis, oprichter van het BWN
- Ivo Vajgl, Sloveens diplomaat
- Ivo Van Damme, Belgisch atleet
- Ivo van Hove, Vlaams regisseur
- Ivo Vieira, Portugees voetballer en voetbalcoach
- Ivo Watts-Russell, Brits platenbaas en producer
- Ivo de Wijs, Nederlands cabaretier en radiomaker

### Ybo
- Ybo Buruma, Nederlands hoogleraar straf- en strafprocesrecht

### Yvo
- Yvo de Boer, Nederlands diplomaat
- Yvo van Engelen, Nederlands voetballer
- Yvo Kortmann, Nederlands politicus

### Yvon
- Yvon Baarspul, Nederlands dirigent
- Yvon Bourges, Frans politicus
- Yvon Ducène, Belgisch componist, dirigent en klarinettist
- Yvon Jaspers, Nederlands presentatrice
- Yvon Sanquer, Frans sportploegleider

## Fictieve figuren
- Doctor Ivo Robotnik, bekend als Dr. Eggman, vijand van Sonic the Hedgehog

- Ivo
- Ivo (Bolivia)
- Ivo (Bolivië)
- Ivo (naam)
- Ivo (televisie)
- Ivo (televisieprogramma)
- Ivo (voornaam)
- Ivo Alves Oliveira
- Ivo Andric
- Ivo Andrić
- Ivo Bakelants
- Ivo Basay
- Ivo Belet
- Ivo Bischofberger
- Ivo Bligh, 8e Graaf van Darnley
- Ivo Cattenstart
- Ivo Celis
- Ivo Chundro
- Ivo Claes
- Ivo Colje
- Ivo Coljé
- Ivo Cornelis
- Ivo Courtois
- Ivo Daalder
- Ivo Dahlmans
- Ivo De Wijs
- Ivo Dedina
- Ivo Dědina
- Ivo Emanuel Alves Oliveira
- Ivo Emanuel Oliveira
- Ivo Francis Walter Bligh
- Ivo Frosio
- Ivo Georgiev
- Ivo Goossens
- Ivo Grbić
- Ivo H. Daalder
- Ivo Helory
- Ivo Hélory
- Ivo II van Bellême
- Ivo II van Nesle
- Ivo I van Belleme
- Ivo I van Bellême
- Ivo Ilicevic
- Ivo Iličević
- Ivo Janssen
- Ivo Josipovic
- Ivo Josipović
- Ivo Karlovic
- Ivo Karlović
- Ivo Latin
- Ivo Linna
- Ivo Lola Ribar
- Ivo Lopes
- Ivo Lorscheiter
- Ivo Mechels
- Ivo Michiels
- Ivo Minar
- Ivo Minář
- Ivo Mortelmans
- Ivo Nelson de Caires Batista Rosa
- Ivo Niehe
- Ivo Nieuwenhuis
- Ivo Oliveira
- Ivo Opstelten
- Ivo Pannaggi
- Ivo Pauwels
- Ivo Pauwels (acteur)
- Ivo Pauwels (auteur)
- Ivo Pavelic
- Ivo Pavelić
- Ivo Pekalski
- Ivo Pfennings
- Ivo Pinto
- Ivo Pogorelich
- Ivo Pękalski
- Ivo Rinkel
- Ivo Robic
- Ivo Robić
- Ivo Rodrigues
- Ivo Ron
- Ivo Rossen
- Ivo Samkalden
- Ivo Sanader
- Ivo Schoffer
- Ivo Schöffer
- Ivo Severijns
- Ivo Snijders
- Ivo Stefanoni
- Ivo Steinbergs
- Ivo Steins
- Ivo Trumbic
- Ivo Trumbić
- Ivo Ulich
- Ivo Vajgl
- Ivo Van Damme
- Ivo Van Hecke
- Ivo Van Herp
- Ivo Van Hove
- Ivo Van Strijtem
- Ivo Vandekerckhove
- Ivo Verbruggen
- Ivo Vermeersch
- Ivo Victoria
- Ivo Vieira
- Ivo Viktor
- Ivo Watts-Russell
- Ivo Whitton
- Ivo Wynants
- Ivo de Bruin
- Ivo de Heus
- Ivo de Vreede
- Ivo de Wijs
- Ivo den Bieman
- Ivo op zondag
- Ivo van Bellême
- Ivo van Breukelen
- Ivo van Chartres
- Ivo van Damme
- Ivo van Hove
- Ivo van Soissons
- Ivo van Strijtem
- Ivo van Yvezele
- Ivo Šteinbergs
- Ivoamba
- Ivobiantes
- Ivobiantes spinipalpis
- Ivocaris
- Ivocoryphus
- Ivocoryphus jezequeli
- Ivohib
- Ivohib (district)
- Ivohibe
- Ivohibe (district)
- Ivohibe (stad)
- Ivohibea
- Ivohibea cavernicola
- Ivolandia
- Ivoloina
- Ivoloinapark
- Ivolândia
- Ivona Dadic
- Ivondro
- Ivondrovia seyrigi
- Ivongo
- Ivonne Coll
- Ivonne Julliams
- Ivonne Kraft
- Ivonne Lex
- Ivonne Ortega
- Ivonne Ortega Pacheco
- Ivonne Pinas
- Ivony Miaramiasa
- Ivoor
- Ivooraratinga
- Ivoorfranjekelkje
- Ivoorhout
- Ivoorkoraaltje
- Ivoorkroeskopje
- Ivoorkust
- Ivoorkust op de Olympische Jeugdzomerspelen 2010
- Ivoorkust op de Olympische Spelen
- Ivoorkust op de Olympische Zomerspelen 1964
- Ivoorkust op de Olympische Zomerspelen 1968
- Ivoorkust op de Olympische Zomerspelen 1972
- Ivoorkust op de Olympische Zomerspelen 1976
- Ivoorkust op de Olympische Zomerspelen 1984
- Ivoorkust op de Olympische Zomerspelen 1988
- Ivoorkust op de Olympische Zomerspelen 1992
- Ivoorkust op de Olympische Zomerspelen 1996
- Ivoorkust op de Olympische Zomerspelen 2000
- Ivoorkust op de Olympische Zomerspelen 2004
- Ivoorkust op de Olympische Zomerspelen 2008
- Ivoorkust op de Olympische Zomerspelen 2012
- Ivoorkust op de Olympische Zomerspelen 2016
- Ivoorkust op de Olympische Zomerspelen 2020
- Ivoorkust op de Olympische Zomerspelen 2024
- Ivoorkust op de Paralympische Spelen
- Ivoorkust op de Paralympische Zomerspelen 2020
- Ivoorkust op het wereldkampioenschap voetbal 2006
- Ivoorkust op het wereldkampioenschap voetbal 2010
- Ivoorkust op het wereldkampioenschap voetbal 2014
- Ivoormeeuw
- Ivoormosdiertje
- Ivoorpok
- Ivoorporselein
- Ivoorsnavel
- Ivoorsnavelmuisspecht
- Ivoorsnavelspecht
- Ivoorsnijwerk
- Ivoorspikkelbladroller
- Ivoorwesp
- Ivoorzwam
- Ivoorzweefvlieg
- Ivor
- Ivor (Virginia)
- Ivor (strip)
- Ivor Bueb
- Ivor Cutler
- Ivor Danvers
- Ivor Darreg
- Ivor Dean
- Ivor Gould
- Ivor Grattan-Guinness
- Ivor Mitchell
- Ivor Novello Award
- Ivor Novello Awards
- Ivor Novikov
- Ivor Pandur
- Ivor Richard
- Ivor Wood
- Ivora
- Ivoren
- Ivoren Kruis
- Ivoren Wachters
- Ivoren breedscheenjuffer
- Ivoren toren
- Ivoren van Genoelselderen
- Ivoren wachters
- Ivoriaans basketbalteam
- Ivoriaans honkbalteam
- Ivoriaans rugbyteam
- Ivoriaans rugbyteam (mannen)
- Ivoriaans voetbalelftal
- Ivoriaans voetbalelftal (mannen)
- Ivoriaans voetbalelftal (vrouwen)
- Ivoriaans vrouwenvoetbalelftal
- Ivoriaanse Voetbalbond
- Ivoriaanse presidentsverkiezingen 2010
- Ivoriaanse presidentsverkiezingen van 2010
- Ivoriaanse selecties op internationale voetbaltoernooien
- Ivoriaanse voetbalbond
- Ivorra
- Ivors
- Ivory
- Ivory (Jura)
- Ivory (motorfiets)
- Ivory (zeep)
- Ivory Coast
- Ivory Coast Open
- Ivory Joe Hunter
- Ivory Tower
- Ivorá
- Ivosevic Selo
- Ivosjon
- Ivoti
- Ivoy
- Ivoy-le-Pre
- Ivoy-le-Pré
- Ivoz
- Ivoz-Ramet
- Ivošević Selo

- Ybo
- Ybo Buruma

- Yvo
- Yvo (voornaam)
- Yvo Anceaux
- Yvo Gabriel Dedina Anceaux
- Yvo Joordens
- Yvo Kortmann
- Yvo Molenaers
- Yvo Scholten
- Yvo Van Herp
- Yvo de Boer
- Yvo van Engelen
- Yvoi
- Yvoir
- Yvoire
- Yvois
- Yvon
- Yvon-Ambroise Vermeersch
- Yvon Baarspul
- Yvon Baudoux
- Yvon Becaus
- Yvon Beliën
- Yvon Bertin
- Yvon Biefnot
- Yvon Bourges
- Yvon Chouinard
- Yvon Ducene
- Yvon Ducène
- Yvon Durelle
- Yvon Harmegnies
- Yvon Jaspers
- Yvon Le Roux
- Yvon Ledanois
- Yvon Madiot
- Yvon Mvogo
- Yvon Petra
- Yvon Reinard
- Yvon Sanquer
- Yvon Terstal
- Yvon Tordoir
- Yvon de Borchgrave
- Yvona Brzáková
- Yvonand
- Yvonne Bijenhof
- Yvonne Bornand
- Yvonne Bos-Rops
- Yvonne Bourgeois
- Yvonne Brill
- Yvonne Brill (raketingenieur)
- Yvonne Brill (schrijver)
- Yvonne Brunen
- Yvonne Burger
- Yvonne Buschbaum
- Yvonne Buter
- Yvonne Bönisch
- Yvonne Catharina Maria Theresia van Rooy
- Yvonne Catterfeld
- Yvonne Cavallé Reimers
- Yvonne Chapman
- Yvonne Christiaan
- Yvonne Coldeweijer
- Yvonne Cormeau
- Yvonne Craig
- Yvonne Daldossi
- Yvonne De Carlo
- Yvonne De Ligne
- Yvonne De Ligne-Geurts
- Yvonne De Man
- Yvonne Delcour
- Yvonne Deleau-Prince
- Yvonne Denier
- Yvonne Dold-Samplonius
- Yvonne Dröge Wendel
- Yvonne Désirant
- Yvonne Elliman
- Yvonne Fletcher
- Yvonne Frank
- Yvonne George
- Yvonne Georgi
- Yvonne Georgi-Arntzenius
- Yvonne Geurts
- Yvonne Habets
- Yvonne Hak
- Yvonne Hijgenaar
- Yvonne Hondema
- Yvonne Jagtenberg
- Yvonne John Lewis
- Yvonne Keeley
- Yvonne Keuls
- Yvonne Kracht
- Yvonne Kraft
- Yvonne Kroonenberg
- Yvonne Lambert
- Yvonne Lanauze
- Yvonne Leever
- Yvonne Lefébure
- Yvonne Levering
- Yvonne Lex
- Yvonne Loisel
- Yvonne Loriod
- Yvonne Maabo
- Yvonne McGregor
- Yvonne McGuinness
- Yvonne Mcguinness
- Yvonne Melzer
- Yvonne Meulendijk
- Yvonne Meusburger
- Yvonne Murray
- Yvonne Nauta
- Yvonne Ne
- Yvonne Nevejean
- Yvonne Ntacyobatabara Basebya
- Yvonne Nèvejean
- Yvonne Né
- Yvonne O'Byrne
- Yvonne Oerlemans
- Yvonne Oostveen
- Yvonne Paay
- Yvonne Paul
- Yvonne Pinas
- Yvonne Ploeg
- Yvonne Rainer
- Yvonne Raveles-Resida
- Yvonne Reynders
- Yvonne Ristie
- Yvonne Rueegg
- Yvonne Ruegg
- Yvonne Rüegg
- Yvonne Scholten
- Yvonne Serruys
- Yvonne Spigt
- Yvonne Sprunken
- Yvonne Sprunken-Versteegh
- Yvonne Strahovski
- Yvonne Strzechowski
- Yvonne Thooris
- Yvonne Timmerman-Buck
- Yvonne Valkenburg
- Yvonne Van Vlerken
- Yvonne Vandekerckhove
- Yvonne Vanvlerken
- Yvonne Verbeeck
- Yvonne Vermaak
- Yvonne Verschueren
- Yvonne Verstoep-Bauer
- Yvonne Vieslet
- Yvonne Visser
- Yvonne Vriens-Auerbach
- Yvonne Waegemans
- Yvonne Walter
- Yvonne Wilder
- Yvonne Wisse
- Yvonne Zima
- Yvonne Zonderop
- Yvonne de Ligne
- Yvonne de Nijs
- Yvonne de Vreede
- Yvonne van Dorp
- Yvonne van Gennip
- Yvonne van Hertum
- Yvonne van Mastrigt
- Yvonne van Rennenberg
- Yvonne van Rooy
- Yvonne van Vlerken
- Yvonne van den Eerenbeemt
- Yvonne van den Hurk
- Yvonne van hertum
- Yvorne
- Yvoy
- Yvoy-le-Marron

- Yvon
- Yvon-Ambroise Vermeersch
- Yvon Baarspul
- Yvon Baudoux
- Yvon Becaus
- Yvon Beliën
- Yvon Bertin
- Yvon Biefnot
- Yvon Bourges
- Yvon Chouinard
- Yvon Ducene
- Yvon Ducène
- Yvon Durelle
- Yvon Harmegnies
- Yvon Jaspers
- Yvon Le Roux
- Yvon Ledanois
- Yvon Madiot
- Yvon Mvogo
- Yvon Petra
- Yvon Reinard
- Yvon Sanquer
- Yvon Terstal
- Yvon Tordoir
- Yvon de Borchgrave
- Yvona Brzáková
- Yvonand
- Yvonne Bijenhof
- Yvonne Bornand
- Yvonne Bos-Rops
- Yvonne Bourgeois
- Yvonne Brill
- Yvonne Brill (raketingenieur)
- Yvonne Brill (schrijver)
- Yvonne Brunen
- Yvonne Burger
- Yvonne Buschbaum
- Yvonne Buter
- Yvonne Bönisch
- Yvonne Catharina Maria Theresia van Rooy
- Yvonne Catterfeld
- Yvonne Cavallé Reimers
- Yvonne Chapman
- Yvonne Christiaan
- Yvonne Coldeweijer
- Yvonne Cormeau
- Yvonne Craig
- Yvonne Daldossi
- Yvonne De Carlo
- Yvonne De Ligne
- Yvonne De Ligne-Geurts
- Yvonne De Man
- Yvonne Delcour
- Yvonne Deleau-Prince
- Yvonne Denier
- Yvonne Dold-Samplonius
- Yvonne Dröge Wendel
- Yvonne Désirant
- Yvonne Elliman
- Yvonne Fletcher
- Yvonne Frank
- Yvonne George
- Yvonne Georgi
- Yvonne Georgi-Arntzenius
- Yvonne Geurts
- Yvonne Habets
- Yvonne Hak
- Yvonne Hijgenaar
- Yvonne Hondema
- Yvonne Jagtenberg
- Yvonne John Lewis
- Yvonne Keeley
- Yvonne Keuls
- Yvonne Kracht
- Yvonne Kraft
- Yvonne Kroonenberg
- Yvonne Lambert
- Yvonne Lanauze
- Yvonne Leever
- Yvonne Lefébure
- Yvonne Levering
- Yvonne Lex
- Yvonne Loisel
- Yvonne Loriod
- Yvonne Maabo
- Yvonne McGregor
- Yvonne McGuinness
- Yvonne Mcguinness
- Yvonne Melzer
- Yvonne Meulendijk
- Yvonne Meusburger
- Yvonne Murray
- Yvonne Nauta
- Yvonne Ne
- Yvonne Nevejean
- Yvonne Ntacyobatabara Basebya
- Yvonne Nèvejean
- Yvonne Né
- Yvonne O'Byrne
- Yvonne Oerlemans
- Yvonne Oostveen
- Yvonne Paay
- Yvonne Paul
- Yvonne Pinas
- Yvonne Ploeg
- Yvonne Rainer
- Yvonne Raveles-Resida
- Yvonne Reynders
- Yvonne Ristie
- Yvonne Rueegg
- Yvonne Ruegg
- Yvonne Rüegg
- Yvonne Scholten
- Yvonne Serruys
- Yvonne Spigt
- Yvonne Sprunken
- Yvonne Sprunken-Versteegh
- Yvonne Strahovski
- Yvonne Strzechowski
- Yvonne Thooris
- Yvonne Timmerman-Buck
- Yvonne Valkenburg
- Yvonne Van Vlerken
- Yvonne Vandekerckhove
- Yvonne Vanvlerken
- Yvonne Verbeeck
- Yvonne Vermaak
- Yvonne Verschueren
- Yvonne Verstoep-Bauer
- Yvonne Vieslet
- Yvonne Visser
- Yvonne Vriens-Auerbach
- Yvonne Waegemans
- Yvonne Walter
- Yvonne Wilder
- Yvonne Wisse
- Yvonne Zima
- Yvonne Zonderop
- Yvonne de Ligne
- Yvonne de Nijs
- Yvonne de Vreede
- Yvonne van Dorp
- Yvonne van Gennip
- Yvonne van Hertum
- Yvonne van Mastrigt
- Yvonne van Rennenberg
- Yvonne van Rooy
- Yvonne van Vlerken
- Yvonne van den Eerenbeemt
- Yvonne van den Hurk
- Yvonne van hertum